# Linia kolejowa nr 652
Linia kolejowa nr 652 – drugorzędna, jednotorowa, zelektryfikowana linia kolejowa łącząca stację Katowice Muchowiec ze stacją „Staszic”.